# Јицак Шамир
Јицак Шамир (хебр. יצחק שמיר, право име Јицак Јазерницки; 15. октобар 1915 — 30. јун 2012) био је премијер Израела од 1983. до 1984. и поново од 1986. до 1992. године.

## Биографија
Рођен је у Ружанима, сада Белорусија, дошао је у Палестину 1935. године. Презиме му је било Јазерницки, али га је касније променио у Шамир. Ступио је у Иргун Зваи Леуми, једну од јеврејских подземних милитантних организација окренутих против британске окупације Палестине. Када се Иргун распао 1940, Шамир је био на страни најмилитантније фракције, којом је руководио Аврахам Штерн, и која је касније постала позната као Штернова банда. Британске власти су га ухапсиле 1941. године. Пошто су Британци убили Штерна, 1942, Шамир је побегао из затвореништва и постао један од тројице вођа групе, 1943, реформишући је као „Лехи“. За његовог доба, Лехи је био одговоран за многа дела, укључујући и атентат на британског државног министра за Блиски исток, Лорда Мојна, 1944. године, и атентат на представника Уједињених нација на Блиском истоку, грофа Фолкеа Бернадота, (Folke Bernadotte) 1948. године.
Након успешне борбе за независност, Шамир је ступио у тајну обавештајну службу (Мосад) (1955—1965) и изабран је у Кнесет, 1973. Постао је председавајући Кнесета 1977. године, а министар спољних послова 1980, пре него што је наследио Менахема Бегина на месту премијера, 1983.
Мада је Шамира пратила репутација да је био тврда струја Ликуда, 1977. је председавао је на посети египатског председника, Анвара Садата и на мировним преговорима; 1981. и 1982. је водио преговоре са Египтом о нормализацији односа након споразума, и руководио је преговорима који су довели до споразума са Либаном, 1983. (који либанска влада никад није ратификовала).
Његов неуспех да стабилизује израелску инфлаторну економију је довео до избора 1984, након којих је формирана коалиција Ликуда и Радничке партије Израела, коју је водио Шимон Перес. Било је договорено да Перес буде премијер до септембра 1986, када је Шамир преузео ову дужност.
Док се припремао да поново преузме дужност премијера, коју је претходно држао од октобра 1983. до септембра 1984, изгледало је да шамиров имиџ тврде струје постаје умеренији. Реизабрани 1988, Шамир и Перес су формирали нову коалициону владу до 1990, када је радничка партија напустила владу, оставивши Шамира са уском коалицијом.
Шамирова влада је 1991. године уделовала у Мадридским мировним преговорима и наредила спасавање хиљада Етиопијских Јевреја, у Операцији Соломон. Шамирова влада такође није напала Ирак због ирачког напада Скад ракетама на Израел. САД су тражиле да се Израел сусдржи од напада јер би напади узроковали проблеме за деликатну Арапско-западњачку коалицију састављену за борбу против Ирака. Иако је дуго био тврда струја, Шамир је напустио дужност 1992. године, када је његова влада пала услед оптужби да се Ликуд — учествујући у Мадридској мировној конференцији — ефективно сложио да уђе у преговоре о Западној Обали и Области Газе. Многи Израелци сматрају Западну Обалу интегралним делом Земље Израела, и ови Израелци сматрају палестинске Арапе у Западној Обали незаконитим освајачима њихове земље. Ликудовог Јицака Шамира је наследио Јицак Рабин из радничке партије који је такође веровао да Западна Обала с правом припада Јеврејима а не Арапима. Ипак, за разлику од Шамира, Рабин је био вољан да уступи Западну Обалу и Област Газе у замену за мир са Арапима, а поготово Палестинцима.
Шамир је сишао са вођства Ликуда марта 1993. Био је оштар критичар свог наследника у Ликуду, Бенјамина Нетанјахуа, кога је оптуживао да је био сувише неодлучан у односима са Палестинцима.